# Anda Saltelechi
Anda Saltelechi (n. 29 august 1980) este o actriță română de teatru, cunoscută inițial prin activitatea în teatrul independent, în compania bucureșteană Teatrul de Foc.

## Biografie
În perioada 2000-2004 a urmat cursurile Universității „Petru Maior” din Târgu-Mureș, Facultatea de Științe și Litere, specializarea Română-Engleză. Ulterior, în 2006, se înscrie și la Universitatea Hyperion, Facultatea de Teatru, Secția Actorie, la clasa profesorilor Magda Catone și Tomi Cristin pe care a absolvit-o în 2009. Din 2013 este actriță a Teatrului Odeon.
În 2015 se remarcă prin one-woman-show-ul ”Pe jumătate cântec”, selecționat în 15 festivaluri și multiplu premiat. Din 2013, Anda Saltelechi este actriță a Teatrului Odeon.

Viața personală
Se implică activ în protecția animalelor, în special al câinilor și pisicilor. Salvează animale abandonate, le îngrijește și le găsește stăpâni, iar uneori le adoptă personal [18].

## Premii
- 2019 - Premiul pentru Cea mai buna actrită la New Wave Theater Festival, Reșița[1]

- 2019 - Premiul pentru cea mai bună actriță, Festivalul Internațional de teatru “Aplauzele de aur ale Bucovinei” de la Cernăuți, Ucraina

- 2017 – Premiul pentru cea mai bună actriță la Festivalul Internațional al Teatrelor de Studio Pitești
- 2017 – Premiul pentru cea mai bună actriță pentru rolul Francesca din spectacolul Pe jumătate cântec de Crista Bilciu, Festivalul Internațional de Teatru „FEST(in) pe Bulevard”
- 2017 – Premiul pentru cea mai bună actriță în rolul Francesca din spectacolul Pe jumătate cântec, un spectacol de Crista Bilciu la Ediția a XXIII-a a Festivalului de Teatru Scurt, componentă a Festivalului Internațional de Teatru Oradea
- 2013 - Premiul special al juriului la Festivalul Bucharest Fringe, pentru rolul Povestitorul, din Nostalgia 53
- 2011 - Premiul pentru cea mai bună actriță în rol principal în filmul Zori de zi, Festival de film, Hyperion